# Родос (град)
Родос (грч. Ρόδος) је највећи град на истоименом острву у Грчкој на југоистоку Егејског мора. Град је управно седиште Периферије Јужни Егеј и префектуре Додеканез, као и најважније место острвља Додеканез.
Родос је познат по једном од седам светских чуда, Колосу са Родоса. Данас је Родос познато туристичко летовалиште у источном Средоземљу.
Стари део Родоса са крсташком тврђавом је од 1988. године на списку Светске баштине УНЕСКО-а.

## Географија
Град Родос се налази у крајње североисточном делу острва Родос, на месту где се острво највише приближава малоазијској обали Турске. Град је смештен на источној страни острва Сирос у омањем заливу, где се налази стара градска лука. У граду и његовој близини постоје лепе пешчане плаже.
Клима у Родосу је средоземна са дугим и топлим летима и благим и не толико кишовитим зимама. Мањак падавина надокнађује се обилним подземним изворима воде (близина копна), па је град пун паркова и „зелених оаза“.

## Историја
Родос је насељен још током неолита. У 16. веку п. н. е. долази до откривања острва од стране Крићана. У 11. веку п. н. е. острво насељавају Дорци и под њима почиње процват острва. Током Персијског рата Родос се нашао на удару Персије, али се одбранио уз помоћ Атине. Због тога је он 478. п. н. е. пришао Делском савезу и остао у њему до 404. п. н. е. Међутим, током Пелопонеског рата Родос је био неутралан. После раскида са Атином Родос се потпуно осамосталио и потпуно ујединио. Постепено је јачао и после смрти Александра Македонског Родос прераста у важно привредно и културно средиште познатог дела света. Посебно је постао познат по као стециште научника и уметника.
Године 164.. Родос је пао у руке старог Рима и ускоро постао место школовања деце познатих и богатих Римљана. Вековима је Родос задржавао репутацију „најнапреднијег“ града грчког простора. Поделом царства Родос је припао Византији, у оквиру које ће остати до 672. године када су га окупирали Арабљани. У 11. веку поново га ослобађају Византинци, али већ 1309. године Родос освајају витезови Малтешког реда, у почетку познати као „Витезови са Родоса“. Многе њихове грађевине, највише утврђења, сачуване су до дан-данас. Сва ова утврђења нису помогла у одбрани острва против Сулејмана Величанственог 1522. године и Родос постаје османски.
Под Турцима Родос је остао неколико векова чинећи један од најбогатијих делова овог огромног царства. Иако су Грци са Родоса били активни током свих догађаја на тадашњем грчком подручју они су се ослободили Османлија тек 1912. године. Нажалоср, тада су острво окупирали Италијани, који су били безобзирни према острвском становништву и спроводили су оштре мере италијанизације. Ово је изазвало назадовање острва и исељавање становништва. Тек после Другог светског рата. Тада је постепено почео опоравак острва пре свега захваљујући развоју туризма, данас преовлађујућег чиниоца острвске привреде.

## Становништво
| 2011.   |
| ------- |
| 115.490 |

Град Родос по последњем попису има око 53.000 становника, али се сматра да је број сталних становника много виши, око 80.000, јер су многи странци (некадашњи туристи, досељеници из неразвијенијих земаља) веома дуго бораве на острву и заправо су његови стални обитаватељи. У току летње туристичке сезоне број људи у граду и околини је много виши.
Град Родос је и средиште острвске градске зоне, која обухвата неколико насеља и пар општина. У овој зони живи око 75% укупног становништва острва Родос.

## Привреда
Градска привреда се углавном ослања туристичке садржаје (угоститељство, туризам, превоз туриста, продаја сувенира), а град Родос је и управно и образовно-културно средиште овог дела Грчке. То је и главни саобраћајни чвор Додеканеза и представља место где се укрштају линије до већих места у држави и иностранству (највише до Атине) и месне линије до околних малих острва.
Град има простране луку и марину, а 13 km јужно од града налази се савремени аеродром, један од најпрометнијих у земљи.

## Знаменитости града
Кад се улази у стари део града Родоса, чини се да се улази у други свет. Старо језгро града, које су изградили витезови Јовановог реда, окружено је са два реда зидина које су раније штитиле град од напада Турака. Средњовековни зид којим је опасана тврђава је из 15. века и дугачак је 5 km.
Улазећи у стари део града кроз Врата слободе, долази се до остатака Венериног храма из 3. века п. н. е. Иза храма је и обержа витезова Оверњ, изграђена 1507. године, а данас је ту гувернерова канцеларија. Даље долазимо до Аргирокастро трга с фонтаном у центру. Ђулад поред фонтане је из времена турске опсаде Родоса 1522. године, а сама фонтана је направљена од ранохришћанске крстионице. На овом тргу је и једна од најстаријих и најлепших зграда из 14. века - стари Арсенал витезова, који је данас Музеј фолклора.
На Музејском тргу је обержа витезова Енглеске и нова болница витезова из 15. века; ту је данас Археолошки музеј. У Археолошком музеју је чувена скулптура Лаокон са синовима, а римска копија чува се у музеју у Ватикану. Овде се чува и статуа Венере с Родоса - богиња је приказана како после изласка из мора суши своју дугу косу на сунцу.
Улица витезова дуга 600 метара је најбоље очувана средњовековна улица у Европи. На том месту су витезови проводили време у молитви и вежбању војне тактике. Улица се протеже од нове болнице, то јест Археолошког музеја, до Палате великог мајстора. С десне стране је обержа витезова Италије, па Француске, која је највећа и најлепша од свих, па Провансе, а лево је обержа витезова Шпаније.
Палата великог мајстора доминира старим делом града. Грађена је крајем седмог века, а витезови су у првој половини 14. века обновили ову византијску цитаделу и претворили је у административни центар своје државе. Палата је обложена дрветом с острва Кос, пуна оригиналног намештаја и таписерија, лустера-свећњака и оружја. Под је прекривен старим мозаиком с острва Кос из првог века. Италијани су је рестаурирали и требало је да буде летња резиденција Мусолинија и Виктора Емануела Трећег, али су након завршетка радова изгубили контролу над острвом у корист Грчке.
Сахат кула је некада била механичко ремек-дело. Данас је то видиковац, а сатни механизам и звоно су склоњени. Сахат кула је саграђена после разорног земљотреса 1851. године.
Џамија Сулејмана Величанственог саграђена је убрзо након што су Турци окупирали град. Испред ње се налази стари турски базар. Џамија доминира градом својом величином и необичном црвеном бојом.
Сократовом улицом се иде до Хипократовог трга. Он окружује скромну Кастеланија фонтану, која је уоквирена старом Шедрван џамијом на западу и палатом Кастеланија на истоку. Палата је саграђена 1507. године, необичног је архитектонског стила с великим спољним степеницама. За време италијанске владавине то је био центар трговачког живота, а на првом спрату је био трговачки суд витезова пре него што су је Турци претворили у рибљу пијацу. Данас је ту библиотека. Напуштајући Хипократов трг, иде се даље Аристотеловом улицом до Трга јеврејских мученика, срца јеврејске четврти. На средини тог трга је фонтана с плочицама које приказују морски свет, а прелепа декорација довршена је са три велика бронзана морска коњица.

## Партнерски градови
- Авила
- Конш ан Уш
- Јалта
- Валета
- Мајорка
- Њу Бронфелс
- Пиза
- Пуебла
- Роуд Ајланд
- Roses
- Висби
- Перт